# Vol Necon Air 128
Le vol 128 de Necon Air (3Z 128/NEC 128) était un vol domestique régulier entre l'aéroport de Pokhara et l'aéroport de Katmandou au Népal le 5 septembre 1999. Le Hawker Siddeley HS 748 s'est écrasé en heurtant une tour de télécommunications.

## Avion
L'appareil en question était un Hawker Siddeley HS 748 de série B construit en 1988, acheté à UNI Air en novembre 1997. À l'époque, la compagnie aérienne exploitait trois autres 748.

## Accident
Le vol 128 a décollé de Pokhara à 10h00 pour un vol domestique de 35 minutes à destination de Katmandou. Alors qu'il approchait de la piste 02 de l'aéroport de Tribhuvan à 10h25 (heure locale), l'avion a heurté une tour de télécommunications, tuant les cinq membres d'équipage et les dix passagers. Il s'agit du deuxième accident mortel de Necon Air en 1999.

## Passagers et équipage
Aucun des quinze occupants n'a survécu à l'accident en raison du choc violent avec le sol après l'accident.
| Nationalité | Passagers | Equipage | Total |
| ----------- | --------- | -------- | ----- |
| Népal       | 5         | 5        | 10    |
| Inde        | 3         | 0        | 3     |
| Bangladesh  | 2         | 0        | 2     |
| Total       | 10        | 5        | 15    |